# Élections législatives de 1968 dans le Pas-de-Calais
Les élections législatives françaises de 1968 se déroulent les 23 et 30 juin 1968. Dans le département du Pas-de-Calais, quatorze députés sont à élire dans le cadre de quatorze circonscriptions.

## Élus
| Circonscription | Député sortant      | Parti | Parti       | Député élu ou réélu    | Parti | Parti       |
| --------------- | ------------------- | ----- | ----------- | ---------------------- | ----- | ----------- |
| 1re             | Guy Mollet          |       | FGDS (SFIO) | Guy Mollet             |       | FGDS (SFIO) |
| 2e              | Henri Guidet        |       | FGDS (SFIO) | Jean Chambon           |       | UDR         |
| 3e              | André Mancey        |       | PCF         | Pierre Bonnel          |       | RI          |
| 4e              | Marcel Béraud       |       | UDR         | Marcel Béraud          |       | UDR         |
| 5e              | Jeannil Dumortier   |       | FGDS (SFIO) | Jeannil Dumortier      |       | FGDS (SFIO) |
| 6e              | Louis Le Sénéchal   |       | FGDS (SFIO) | Henri Collette         |       | UDR         |
| 7e              | Jacques Vendroux    |       | UDR         | Jacques Vendroux       |       | UDR         |
| 8e              | Bernard Chochoy     |       | FGDS (SFIO) | Benjamin Catry         |       | UDR         |
| 9e              | Édouard Carlier     |       | PCF         | Hubert Dupont-Fauville |       | UDR         |
| 10e             | Maurice Andrieux    |       | PCF         | Maurice Andrieux       |       | PCF         |
| 11e             | Jeannette Prin      |       | PCF         | Jeannette Prin         |       | PCF         |
| 12e             | Henri Darras        |       | FGDS (SFIO) | Henri Darras           |       | FGDS (SFIO) |
| 13e             | André Delelis       |       | FGDS (SFIO) | André Delelis          |       | FGDS (SFIO) |
| 14e             | Fernand Darchicourt |       | FGDS (SFIO) | Fernand Darchicourt    |       | FGDS (SFIO) |

## Résultats

### Résultats à l'échelle du département
| Parti          | Parti                                           | Premier tour | Premier tour | Second tour | Second tour | Sièges |
| Parti          | Parti                                           | Voix         | %            | Voix        | %           | Sièges |
| -------------- | ----------------------------------------------- | ------------ | ------------ | ----------- | ----------- | ------ |
|                | Union pour la défense de la République          | 236 580      | 36,77        | 226 615     | 46,15       | 6      |
|                | Républicains indépendants                       | 32 027       | 4,98         |             |             | 1      |
|                | Union des républicains de progrès               | 268 607      | 41,75        | 226 615     | 46,15       | 7      |
|                |                                                 |              |              |             |             |        |
|                | Section française de l'Internationale ouvrière  | 169 822      | 26,39        | 179 438     | 36,54       | 5      |
|                | Parti radical                                   | 11 424       | 1,78         |             |             | 0      |
|                | Fédération de la gauche démocrate et socialiste | 181 246      | 28,17        | 179 438     | 36,34       | 5      |
|                |                                                 |              |              |             |             |        |
|                | Parti communiste français                       | 166 548      | 25,88        | 84 983      | 17,31       | 2      |
|                | Progrès et démocratie moderne                   | 18 340       | 2,85         |             |             | 0      |
|                | Parti socialiste unifié                         | 7 830        | 1,22         | 0           |             |        |
|                | Socialistes indépendants                        | 860          | 0,13         | 0           |             |        |
|                |                                                 |              |              |             |             |        |
| Inscrits       | Inscrits                                        | 757 587      | 100,00       | 597 096     | 100,00      | 14     |
| Abstentions    | Abstentions                                     | 104 166      | 13,75        | 94 401      | 15,81       |        |
| Votants        | Votants                                         | 653 421      | 86,25        | 502 695     | 84,19       |        |
| Blancs et nuls | Blancs et nuls                                  | 9 990        | 1,53         | 11 659      | 2,32        |        |
| Exprimés       | Exprimés                                        | 643 431      | 98,47        | 491 036     | 97,68       |        |

### Résultats par circonscription

#### Première circonscription (Arras)
| Candidat       | Candidat                 | Parti          | Premier tour | Premier tour | Second tour | Second tour |  |
| Candidat       | Candidat                 | Parti          | Voix         | %            | Voix        | %           |  |
| -------------- | ------------------------ | -------------- | ------------ | ------------ | ----------- | ----------- |  |
|                | Paul Theetten            | UDR (URP)      | 20 867       | 40,19        | 24 796      | 47,82       |  |
|                | Guy Mollet sortant réélu | FGDS (SFIO)    | 13 685       | 26,36        | 27 058      | 52,18       |  |
|                | Gaston Coquel            | PCF            | 11 954       | 23,02        | Retrait     | Retrait     |  |
|                | Émile Virel              | CD (PDM)       | 3 932        | 7,57         |             |             |  |
|                | Jean-Daniel Garbé        | PSU            | 1 484        | 2,86         |             |             |  |
|                |                          |                |              |              |             |             |  |
| Inscrits       | Inscrits                 | Inscrits       | 61 511       | 100,00       | 61 507      | 100,00      |  |
| Abstentions    | Abstentions              | Abstentions    | 8 768        | 14,25        | 8 423       | 13,69       |  |
| Votants        | Votants                  | Votants        | 52 743       | 85,75        | 53 084      | 86,31       |  |
| Blancs et nuls | Blancs et nuls           | Blancs et nuls | 821          | 1,56         | 1 230       | 2,32        |  |
| Exprimés       | Exprimés                 | Exprimés       | 51 922       | 98,44        | 51 854      | 97,68       |  |

#### Deuxième circonscription (Bapaume)
| Candidat       | Candidat             | Parti          | Premier tour | Premier tour | Second tour | Second tour |  |
| Candidat       | Candidat             | Parti          | Voix         | %            | Voix        | %           |  |
| -------------- | -------------------- | -------------- | ------------ | ------------ | ----------- | ----------- |  |
|                | Jean Chambon élu     | UDR (URP)      | 20 142       | 43,39        | 24 643      | 52,42       |  |
|                | Henri Guidet sortant | FGDS (SFIO)    | 12 386       | 26,68        | 22 367      | 47,58       |  |
|                | Louis Stienne        | PCF            | 9 522        | 20,51        | Retrait     | Retrait     |  |
|                | Louis Petit          | CD (PDM)       | 4 369        | 9,41         |             |             |  |
|                |                      |                |              |              |             |             |  |
| Inscrits       | Inscrits             | Inscrits       | 53 025       | 100,00       | 53 036      | 100,00      |  |
| Abstentions    | Abstentions          | Abstentions    | 5 887        | 11,1         | 5 160       | 9,73        |  |
| Votants        | Votants              | Votants        | 47 138       | 88,9         | 47 876      | 90,27       |  |
| Blancs et nuls | Blancs et nuls       | Blancs et nuls | 719          | 1,53         | 866         | 1,81        |  |
| Exprimés       | Exprimés             | Exprimés       | 46 419       | 98,47        | 47 010      | 98,19       |  |

#### Troisième circonscription (Saint-Pol-sur-Ternoise)
|                | Pierre Bonnel élu    | RI (URP)       | 24 072 | 52,47  |  |  |  |
|                | André Mancey sortant | PCF            | 14 437 | 31,47  |  |  |  |
|                | Pierre Cuallacci     | FGDS (SFIO)    | 7 369  | 16,06  |  |  |  |
|                |                      |                |        |        |  |  |  |
| Inscrits       | Inscrits             | Inscrits       | 51 935 | 100,00 |  |  |  |
| Abstentions    | Abstentions          | Abstentions    | 5 289  | 10,18  |  |  |  |
| Votants        | Votants              | Votants        | 46 646 | 89,82  |  |  |  |
| Blancs et nuls | Blancs et nuls       | Blancs et nuls | 768    | 1,65   |  |  |  |
| Exprimés       | Exprimés             | Exprimés       | 45 878 | 98,35  |  |  |  |

#### Quatrième circonscription (Montreuil-sur-Mer)
|                | Marcel Béraud sortant réélu | UDR (URP)      | 23 733 | 54,01  |  |  |  |
|                | Bertrand Akar               | FGDS (Radical) | 11 424 | 26     |  |  |  |
|                | Paul Dumont                 | PCF            | 5 840  | 13,29  |  |  |  |
|                | Mirval Carliez              | RI             | 2 948  | 6,71   |  |  |  |
|                |                             |                |        |        |  |  |  |
| Inscrits       | Inscrits                    | Inscrits       | 51 933 | 100,00 |  |  |  |
| Abstentions    | Abstentions                 | Abstentions    | 7 155  | 13,78  |  |  |  |
| Votants        | Votants                     | Votants        | 44 778 | 86,22  |  |  |  |
| Blancs et nuls | Blancs et nuls              | Blancs et nuls | 833    | 1,86   |  |  |  |
| Exprimés       | Exprimés                    | Exprimés       | 43 945 | 98,14  |  |  |  |

#### Cinquième circonscription (Boulogne-sur-Mer-Sud)
| Candidat       | Candidat                        | Parti          | Premier tour | Premier tour | Second tour | Second tour |  |
| Candidat       | Candidat                        | Parti          | Voix         | %            | Voix        | %           |  |
| -------------- | ------------------------------- | -------------- | ------------ | ------------ | ----------- | ----------- |  |
|                | Robert Meaux                    | UDR (URP)      | 14 340       | 32,88        | 20 056      | 46,9        |  |
|                | Jeannil Dumortier sortant réélu | FGDS (SFIO)    | 12 219       | 28,02        | 22 708      | 53,1        |  |
|                | Jean Bardol                     | PCF            | 11 187       | 25,65        | Retrait     | Retrait     |  |
|                | Jacques Houlliez                | RI             | 5 007        | 11,48        |             |             |  |
|                | Lucien Minet                    | PSU            | 859          | 1,97         |             |             |  |
|                |                                 |                |              |              |             |             |  |
| Inscrits       | Inscrits                        | Inscrits       | 51 522       | 100,00       | 51 522      | 100,00      |  |
| Abstentions    | Abstentions                     | Abstentions    | 7 338        | 14,24        | 7 864       | 15,26       |  |
| Votants        | Votants                         | Votants        | 44 184       | 85,76        | 43 658      | 84,74       |  |
| Blancs et nuls | Blancs et nuls                  | Blancs et nuls | 572          | 1,29         | 894         | 2,05        |  |
| Exprimés       | Exprimés                        | Exprimés       | 43 612       | 98,71        | 42 764      | 97,95       |  |

#### Sixième circonscription (Boulogne-sur-Mer-Nord)
|                | Henri Collette élu        | UDR (URP)      | 25 915 | 52,77  |  |  |  |
|                | Louis Le Sénéchal sortant | FGDS (SFIO)    | 15 928 | 32,43  |  |  |  |
|                | Robert Baillieu           | PCF            | 6 292  | 12,81  |  |  |  |
|                | Guy Degorce               | PSU            | 973    | 1,98   |  |  |  |
|                |                           |                |        |        |  |  |  |
| Inscrits       | Inscrits                  | Inscrits       | 56 643 | 100,00 |  |  |  |
| Abstentions    | Abstentions               | Abstentions    | 6 703  | 11,83  |  |  |  |
| Votants        | Votants                   | Votants        | 49 940 | 88,17  |  |  |  |
| Blancs et nuls | Blancs et nuls            | Blancs et nuls | 832    | 1,67   |  |  |  |
| Exprimés       | Exprimés                  | Exprimés       | 49 108 | 98,33  |  |  |  |

#### Septième circonscription (Calais)
| Candidat       | Candidat                       | Parti          | Premier tour | Premier tour | Second tour | Second tour |  |
| Candidat       | Candidat                       | Parti          | Voix         | %            | Voix        | %           |  |
| -------------- | ------------------------------ | -------------- | ------------ | ------------ | ----------- | ----------- |  |
|                | Jacques Vendroux sortant réélu | UDR (URP)      | 23 524       | 48,14        | 27 243      | 59,74       |  |
|                | Marceau Danel                  | PCF            | 11 411       | 23,35        | 18 358      | 40,26       |  |
|                | Robert Rembotte                | FGDS (SFIO)    | 7 867        | 16,1         | Retrait     | Retrait     |  |
|                | Yves Davrou                    | CD (PDM)       | 4 663        | 9,54         |             |             |  |
|                | Albert Chifflart               | PSU            | 1 396        | 2,86         |             |             |  |
|                |                                |                |              |              |             |             |  |
| Inscrits       | Inscrits                       | Inscrits       | 60 093       | 100,00       | 60 088      | 100,00      |  |
| Abstentions    | Abstentions                    | Abstentions    | 10 287       | 17,12        | 12 089      | 20,12       |  |
| Votants        | Votants                        | Votants        | 49 806       | 82,88        | 47 999      | 79,88       |  |
| Blancs et nuls | Blancs et nuls                 | Blancs et nuls | 945          | 1,9          | 2 398       | 5           |  |
| Exprimés       | Exprimés                       | Exprimés       | 48 861       | 98,1         | 45 601      | 95          |  |

#### Huitième circonscription (Saint-Omer)
| Candidat       | Candidat                | Parti          | Premier tour | Premier tour | Second tour | Second tour |  |
| Candidat       | Candidat                | Parti          | Voix         | %            | Voix        | %           |  |
| -------------- | ----------------------- | -------------- | ------------ | ------------ | ----------- | ----------- |  |
|                | Benjamin Catry élu      | UDR (URP)      | 25 624       | 49,03        | 27 183      | 51,16       |  |
|                | Bernard Chochoy sortant | FGDS (SFIO)    | 19 059       | 36,46        | 25 951      | 48,84       |  |
|                | Raymond Dufay           | PCF            | 7 584        | 14,51        | Retrait     | Retrait     |  |
|                |                         |                |              |              |             |             |  |
| Inscrits       | Inscrits                | Inscrits       | 59 090       | 100,00       | 59 091      | 100,00      |  |
| Abstentions    | Abstentions             | Abstentions    | 6 011        | 10,17        | 5 373       | 9,09        |  |
| Votants        | Votants                 | Votants        | 53 079       | 89,83        | 53 718      | 90,91       |  |
| Blancs et nuls | Blancs et nuls          | Blancs et nuls | 812          | 1,53         | 584         | 1,09        |  |
| Exprimés       | Exprimés                | Exprimés       | 52 267       | 98,47        | 53 134      | 98,91       |  |

#### Neuvième circonscription (Béthune)
| Candidat       | Candidat                   | Parti          | Premier tour | Premier tour | Second tour | Second tour |  |
| Candidat       | Candidat                   | Parti          | Voix         | %            | Voix        | %           |  |
| -------------- | -------------------------- | -------------- | ------------ | ------------ | ----------- | ----------- |  |
|                | Édouard Carlier sortant    | PCF            | 16 422       | 35,49        | 22 544      | 48,8        |  |
|                | Hubert Dupont-Fauville élu | UDR (URP)      | 16 269       | 35,16        | 23 657      | 51,2        |  |
|                | Jacques Vincent            | FGDS (SFIO)    | 6 154        | 13,3         | Retrait     | Retrait     |  |
|                | René Dhaisne               | CD (PDM)       | 5 376        | 11,62        |             |             |  |
|                | Pierre Poisson             | PSU            | 1 185        | 2,56         |             |             |  |
|                | André Brehon               | Soc.ind.       | 860          | 1,86         |             |             |  |
|                |                            |                |              |              |             |             |  |
| Inscrits       | Inscrits                   | Inscrits       | 55 365       | 100,00       | 55 359      | 100,00      |  |
| Abstentions    | Abstentions                | Abstentions    | 8 445        | 15,25        | 7 976       | 14,41       |  |
| Votants        | Votants                    | Votants        | 46 920       | 84,75        | 47 383      | 85,59       |  |
| Blancs et nuls | Blancs et nuls             | Blancs et nuls | 654          | 1,39         | 1 182       | 2,49        |  |
| Exprimés       | Exprimés                   | Exprimés       | 46 266       | 98,61        | 46 201      | 97,51       |  |

#### Dixième circonscription (Bruay-en-Artois)
| Candidat       | Candidat                       | Parti          | Premier tour | Premier tour | Second tour | Second tour |  |
| Candidat       | Candidat                       | Parti          | Voix         | %            | Voix        | %           |  |
| -------------- | ------------------------------ | -------------- | ------------ | ------------ | ----------- | ----------- |  |
|                | Maurice Andrieux sortant réélu | PCF            | 15 392       | 36,17        | 21 061      | 52,39       |  |
|                | André Everaere                 | UDR (URP)      | 13 403       | 31,5         | 19 139      | 47,61       |  |
|                | Raymond Derancy                | FGDS (SFIO)    | 12 709       | 29,87        | Retrait     | Retrait     |  |
|                | Régis Lalin                    | PSU            | 1 050        | 2,47         |             |             |  |
|                |                                |                |              |              |             |             |  |
| Inscrits       | Inscrits                       | Inscrits       | 50 423       | 100,00       | 50 399      | 100,00      |  |
| Abstentions    | Abstentions                    | Abstentions    | 7 340        | 14,56        | 9 138       | 18,13       |  |
| Votants        | Votants                        | Votants        | 43 083       | 85,44        | 41 261      | 81,87       |  |
| Blancs et nuls | Blancs et nuls                 | Blancs et nuls | 529          | 1,23         | 1 061       | 2,57        |  |
| Exprimés       | Exprimés                       | Exprimés       | 42 554       | 98,77        | 40 200      | 97,43       |  |

#### Onzième circonscription (Cambrin)
| Candidat       | Candidat                       | Parti          | Premier tour | Premier tour | Second tour | Second tour |  |
| Candidat       | Candidat                       | Parti          | Voix         | %            | Voix        | %           |  |
| -------------- | ------------------------------ | -------------- | ------------ | ------------ | ----------- | ----------- |  |
|                | Jeannette Prin sortante réélue | PCF            | 17 291       | 38,39        | 23 020      | 52,9        |  |
|                | Auguste Calonne                | UDR (URP)      | 16 536       | 36,72        | 20 495      | 47,1        |  |
|                | Noël Josèphe                   | FGDS (SFIO)    | 11 211       | 24,89        | Retrait     | Retrait     |  |
|                |                                |                |              |              |             |             |  |
| Inscrits       | Inscrits                       | Inscrits       | 53 266       | 100,00       | 53 321      | 100,00      |  |
| Abstentions    | Abstentions                    | Abstentions    | 7 417        | 13,92        | 8 415       | 15,78       |  |
| Votants        | Votants                        | Votants        | 45 849       | 86,08        | 44 906      | 84,22       |  |
| Blancs et nuls | Blancs et nuls                 | Blancs et nuls | 811          | 1,77         | 1 391       | 3,1         |  |
| Exprimés       | Exprimés                       | Exprimés       | 45 038       | 98,23        | 43 515      | 96,9        |  |

#### Douzième circonscription (Liévin)
| Candidat       | Candidat                   | Parti          | Premier tour | Premier tour | Second tour | Second tour |  |
| Candidat       | Candidat                   | Parti          | Voix         | %            | Voix        | %           |  |
| -------------- | -------------------------- | -------------- | ------------ | ------------ | ----------- | ----------- |  |
|                | Henri Darras sortant réélu | FGDS (SFIO)    | 17 858       | 39,68        | 29 813      | 70,59       |  |
|                | Léandre Létoquart          | PCF            | 15 523       | 34,49        | Retrait     | Retrait     |  |
|                | Charles Darsonville        | UDR (URP)      | 11 623       | 25,83        | 12 421      | 29,41       |  |
|                |                            |                |              |              |             |             |  |
| Inscrits       | Inscrits                   | Inscrits       | 54 069       | 100,00       | 54 067      | 100,00      |  |
| Abstentions    | Abstentions                | Abstentions    | 8 426        | 15,58        | 11 076      | 20,49       |  |
| Votants        | Votants                    | Votants        | 45 643       | 84,42        | 42 991      | 79,51       |  |
| Blancs et nuls | Blancs et nuls             | Blancs et nuls | 639          | 1,4          | 757         | 1,76        |  |
| Exprimés       | Exprimés                   | Exprimés       | 45 004       | 98,6         | 42 234      | 98,24       |  |

#### Treizième circonscription (Lens)
| Candidat       | Candidat                    | Parti          | Premier tour | Premier tour | Second tour | Second tour |  |
| Candidat       | Candidat                    | Parti          | Voix         | %            | Voix        | %           |  |
| -------------- | --------------------------- | -------------- | ------------ | ------------ | ----------- | ----------- |  |
|                | André Delelis sortant réélu | FGDS (SFIO)    | 15 157       | 39,83        | 23 612      | 65,93       |  |
|                | Jules Tell                  | PCF            | 11 312       | 29,73        | Retrait     | Retrait     |  |
|                | Gaston Van Brabant          | UDR (URP)      | 10 700       | 28,12        | 12 200      | 34,07       |  |
|                | Gérard Chevalier            | PSU            | 883          | 2,32         |             |             |  |
|                |                             |                |              |              |             |             |  |
| Inscrits       | Inscrits                    | Inscrits       | 45 283       | 100,00       | 45 277      | 100,00      |  |
| Abstentions    | Abstentions                 | Abstentions    | 6 798        | 15,01        | 8 838       | 19,52       |  |
| Votants        | Votants                     | Votants        | 38 485       | 84,99        | 36 439      | 80,48       |  |
| Blancs et nuls | Blancs et nuls              | Blancs et nuls | 433          | 1,13         | 627         | 1,72        |  |
| Exprimés       | Exprimés                    | Exprimés       | 38 052       | 98,87        | 35 812      | 98,28       |  |

#### Quatorzième circonscription (Hénin-Beaumont)
| Candidat       | Candidat                          | Parti          | Premier tour | Premier tour | Second tour | Second tour |  |
| Candidat       | Candidat                          | Parti          | Voix         | %            | Voix        | %           |  |
| -------------- | --------------------------------- | -------------- | ------------ | ------------ | ----------- | ----------- |  |
|                | Fernand Darchicourt sortant réélu | FGDS (SFIO)    | 18 220       | 40,94        | 27 929      | 65,39       |  |
|                | Robert Desruelles                 | UDR (URP)      | 13 904       | 31,24        | 14 782      | 34,61       |  |
|                | Joseph Legrand                    | PCF            | 12 381       | 27,82        | Retrait     | Retrait     |  |
|                |                                   |                |              |              |             |             |  |
| Inscrits       | Inscrits                          | Inscrits       | 53 429       | 100,00       | 53 429      | 100,00      |  |
| Abstentions    | Abstentions                       | Abstentions    | 8 302        | 15,54        | 10 049      | 18,81       |  |
| Votants        | Votants                           | Votants        | 45 127       | 84,46        | 43 380      | 81,19       |  |
| Blancs et nuls | Blancs et nuls                    | Blancs et nuls | 622          | 1,38         | 669         | 1,54        |  |
| Exprimés       | Exprimés                          | Exprimés       | 44 505       | 98,62        | 42 711      | 98,46       |  |